# Lejops relictus
Lejops relictus là một loài ruồi trong họ Ruồi giả ong (Syrphidae). Loài này được Curran & Fluke mô tả khoa học đầu tiên năm 1926. Lejops relictus phân bố ở miền Tân bắc